# Sinentomon
Sinentomon är ett släkte av urinsekter. Sinentomon ingår i familjen Sinentomidae.
Sinentomon är enda släktet i familjen Sinentomidae.
Kladogram enligt Catalogue of Life:
| Sinentomon | \| \| Sinentomon chui \| \| \| \| \| \| Sinentomon erythranum \| \| \| \| \| \| Sinentomon yoroi \| \| \| \| |
|            | \| \| Sinentomon chui \| \| \| \| \| \| Sinentomon erythranum \| \| \| \| \| \| Sinentomon yoroi \| \| \| \| |
|            | Sinentomon chui                                                                                              |
|            | |
|            | Sinentomon erythranum                                                                                        |
|            | |
|            | Sinentomon yoroi                                                                                             |
|            | |